# Zeng Guofan
Dans ce nom chinois, le nom de famille, Zeng, précède le nom personnel.
Pour les articles homonymes, voir Zeng.
Zēng Guófán (21 novembre 1811 – 12 mars 1872) (chinois traditionnel : 曾國藩; chinois simplifié : 曾国藩) est un éminent général chinois Han ainsi qu'un fervent lettré confucéen de la fin de la dynastie Qing en Chine.
Il met sur pied l'Armée de Xiang pour lutter efficacement contre la Révolte des Taiping et restaure la stabilité de l'empire Qing.

## Biographie
Zeng Guofan est l'arrière grand-père de l'enseignante et militante féministe Zeng Baosun.